# John Lapli

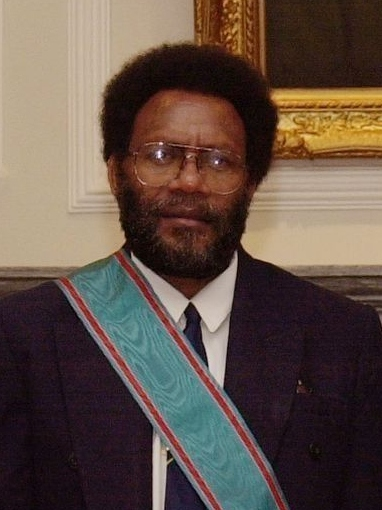
John Lapli

Sir John Ini Lapli GCMG (* 12. Juni 1955; † 18. Januar 2025) war ein anglikanischer Priester der Church of the Province of Melanesia und salomonischer Politiker.

## Leben
Lapli studierte am Selwyn College auf Guadalcanal. Danach ging er nach Neuseeland um Priester zu werden. Dazu besuchte er das St. John's Theological in Auckland. Nachdem er 1986 als Gemeindepfarrer (parish priest) tätig gewesen war, arbeitete er von 1987 bis 1988 als Bibelübersetzer. Lapli begann sich nun politisch zu betätigen und wurde Premier der Provinz Temotu. Dieses Amt bekleidete er 11 Jahre bis zu seiner Wahl zum Generalgouverneur der Salomonen. Das Amt des Generalgouverneurs übte er vom 7. Juli 1999 bis zum 7. Juli 2004 aus. Lapli wurde nun in der im Oktober 2005 gegründeten von Gabriel Suri gegründeten Solomon Islands Democratic Party aktiv. Später löste er Suri als Parteipräsident ab.
Lapli war seit 1985 verheiratet. Aus der Ehe gingen vier Kinder, drei Söhne und eine Tochter, hervor.